# Friedrich Moritz von Burger

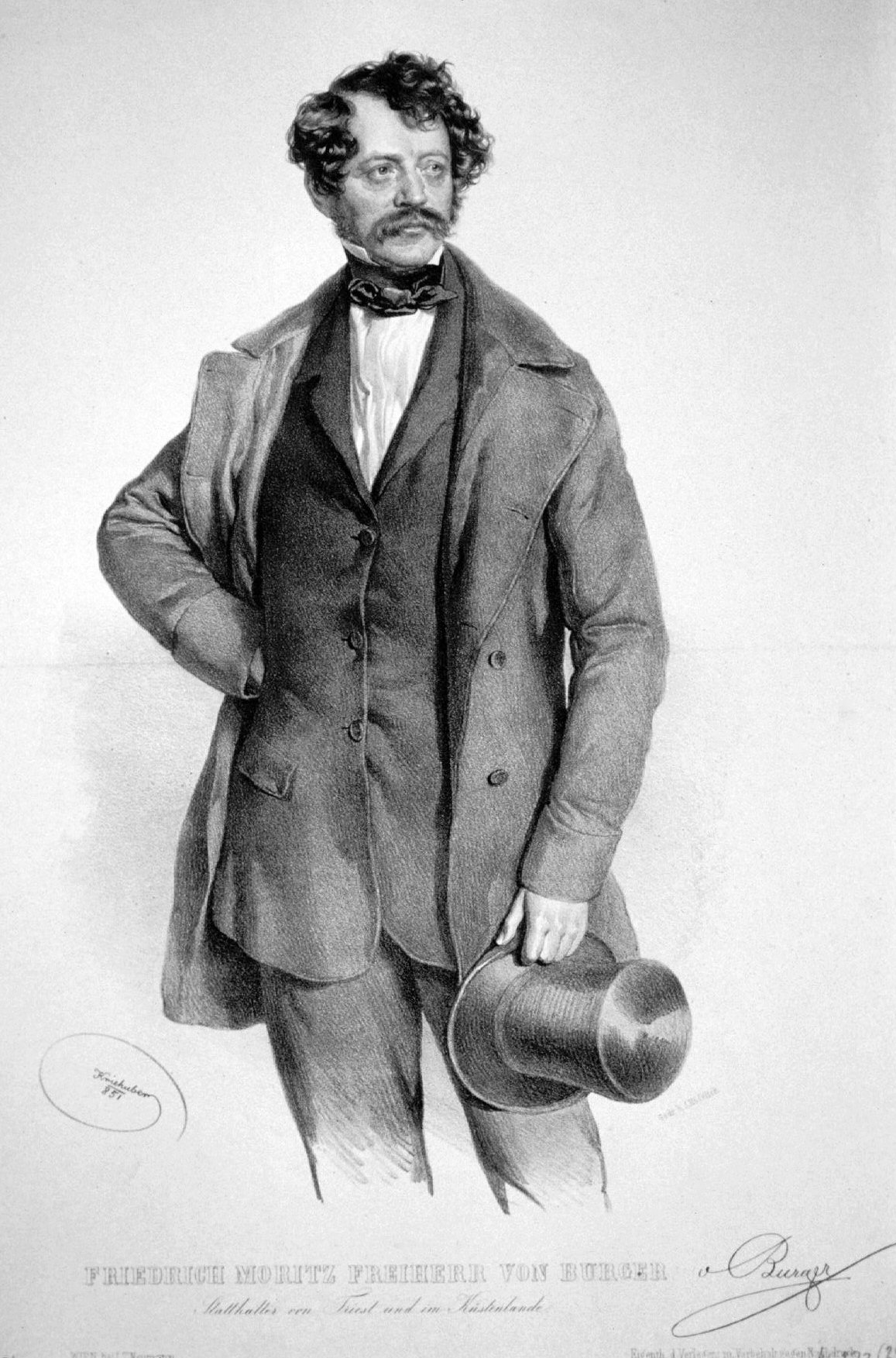
Friedrich Moritz von Burger, Lithographie von Josef Kriehuber, 1851

Friedrich Moritz Burger (* 4. Juli 1804 in Wolfsberg; † 2. Oktober 1873 in Wien), ab 1853 geadelt als Friedrich Moritz Freiherr von Burger, war  österreichischer Jurist und Politiker.
Burger war Sohn des österreichischen Agronomen Johann Burger. Er studierte an der Universität Wien Rechtswissenschaften und ließ sich als Rechtsanwalt in Triest nieder. 1848 wurde er Abgeordneter zur Frankfurter Nationalversammlung, 1849 bis 1853, von Kaiser Franz Joseph I. berufen, Statthalter des Herzogtums Steiermark und 1853 bis 1858 des Königreichs Lombardei. 1853 wurde er vom Kaiser zum wirklichen geheimen Rath ernannt. 1859 wurde er Statthalter des als Kronland bis 1861 bestehenden Österreichischen Küstenlandes mit Sitz in Triest und blieb dies auch nach der staatsrechtlichen Aufgliederung des Küstenlandes in drei Kronländer, für die er nun als Statthalter fungierte, bis 1862. Dementsprechend hatte der Österreichische Lloyd einen 1864 in Dienst gestellten Raddampfer nach ihm benannt: Barone Burger.
1861 wurde er, kurz nachdem Triest ein selbstständiges Kronland geworden war, in den Triestiner Landtag gewählt und vom Landtag als einer von zwei Triest zustehenden Abgeordneten in den österreichischen Reichsrat entsandt, wo er am 4. November 1861 für die erste Session angelobt wurde, die bis Ende 1862 dauerte. 1862 bis 1865 diente er als österreichischer Marineminister, für Kriegs- und Handelsmarine zuständig (1865 wurde dieses Ministerium wieder abgeschafft).
Nach seiner politischen Karriere war Baron Burger gemäß Eintrag in Lehmanns Wiener Adressbuch, Ausgabe 1872, in Aufsichtsratfunktionen bei der Kaiser Ferdinands-Nordbahn und der Kronprinz-Rudolfsbahn tätig.